# ティルヴァッルール県
ティルヴァッルール県は、インド南部のタミル・ナードゥ州に属する30の県の一つ。県庁所在地はティルヴァッルール。

## 概要
2001年の国勢調査では、面積3424平方キロメートル、人口275万4756人、人口密度は776人/km2。県の北側と西側はアーンドラ・プラデーシュ州であり、南側にはカーンチプラム県とヴェールール県に接する。南東にはチェンナイ県があり、東側はベンガル湾である。

## 歴史
1999年にチェンガルパットゥ県が、本県とカーンチプラム県とに分かれて誕生。

## 行政区分
ティルヴァッルール県は、以下の8つの郡（タミル語 வட்டம் 「円」 ; 英訳 taluk）に区分けされている。
- ティルヴァッルール郡（திருவள்ளூர் ; Thiruvallur）
- プーナマッレー郡（பூனமல்லே? ; Poonamallee）
- アンバットゥール郡（அம்பத்தூர் ; Ambattur）
- ポンネーリ郡（பொன்னேரி ; Ponneri）

- グンミディプーンディ郡（கும்மிடிபூண்டி ; Gummidipoondi）
- ウーットゥッコーッタイ郡（ஊத்துக்கோட்டை ; Uthukottai）
- ティルッタニ郡（திருத்தணி ; Thiruttani）
- パッリッパットゥ郡（பள்ளிப்பட்டு ; Pallipattu）

## 文化
ティルヴァッルールの市内にあるヴィシュヌ神宗のシュリー・ヴァイドヤ・ヴィーラ・ラーガヴァ・スヴァーミ寺院が、108聖地の一つとして有名である。また、シュリー・ヴィシュヴァルーパ・パンチャムカ・ハヌマーン修道寺院があり、五面のハヌマーン神を祀っていて有名である。